# ميرتل غونزاليس
ميرتل غونزاليس (بالإنجليزية: Myrtle Gonzalez)‏ هي ممثلة أمريكية، ولدت في 28 سبتمبر 1891 بلوس أنجلوس في الولايات المتحدة، وتوفيت بنفس المكان في 22 أكتوبر 1918.

## وصلات خارجية
- ميرتل غونزاليس على موقع IMDb (الإنجليزية)
- ميرتل غونزاليس على موقع قاعدة بيانات الفيلم (الإنجليزية)